# Hydrillodes bryophiloides
Hydrillodes bryophiloides är en fjärilsart som beskrevs av Butler 1876. Hydrillodes bryophiloides ingår i släktet Hydrillodes och familjen nattflyn. Inga underarter finns listade i Catalogue of Life.